# Maria Alexandrovna (Maria de Hesse e Reno)
Maria Alexandrovna (em russo: Мария Александровна); Darmstadt, 8 de agosto de 1824 – São Petersburgo, 3 de junho de 1880), foi a esposa do imperador Alexandre II e Imperatriz Consorte da Rússia de 1855 até sua morte em 1880. Nascida princesa Maria de Hesse e Reno, era a filha mais nova de Luís II, Grão-Duque de Hesse e Reno, e de sua esposa, a princesa Guilhermina de Baden.

## Família
Nascida em Darmstadt, Maria era a terceira e única filha sobrevivente da grã-duquesa Guilhermina , irmã mais nova da antiga imperatriz russa Isabel Alexeievna. Conforme se alega, seu pai biológico foi o barão Augusto de Senarclens de Grancy; entretanto, para evitar um escândalo, Luís II, grão-duque de Hesse, marido de sua mãe, reconheceu Maria e seu irmão Alexandre (também filho de Augusto), como seus filhos. Contudo, o grão-duque morava em Darmstadt, enquanto que eles residiam em Heiligenberg. Acredita-se que seus dois irmãos mais velhos, entre eles Luís III, eram filhos de Guilhermina e de Luís II.

## Noivado

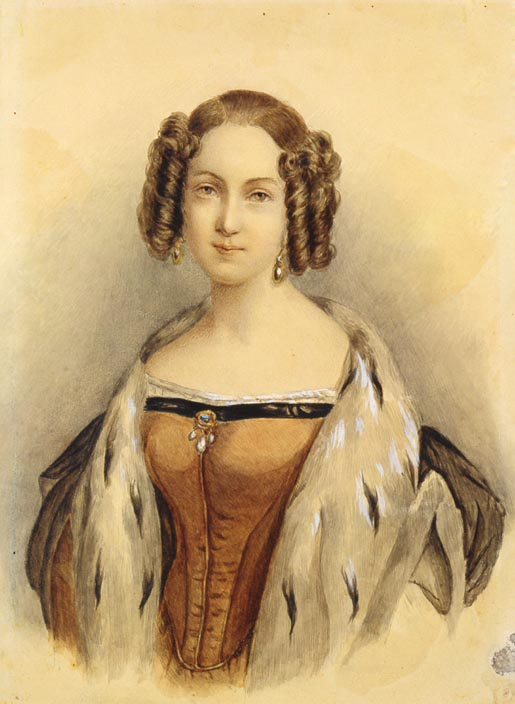
Maria pouco depois do seu casamento

Em 1838, o czarevich Alexandre Nikolayevich viajou pela Europa para procurar uma esposa e acabou apaixonando-se por Maria, então com catorze anos de idade, quando fez uma paragem não planeada em Darmstadt sugerida por um dos seus acompanhantes, o general Kavelin. Maria estava a comer cerejas quando foi chamada a aproximar-se e teve de cuspir as sementes para a mão antes de conseguir falar com ele. "Esta era a Maria, a nossa adorada Maria, que se tornou a felicidade do Sasha," escreveu a irmã do czar, Olga. "Os sentimentos dele despertaram assim que ela disse a primeira palavra. Não era uma boneca como as outras, não havia nada de convencido nela, nem ela esperava nada deste encontro." Embora fosse ainda uma criança, Maria era alta para a idade, inteligente e segura de si sem parecer demasiado precoce. Talvez esta maturidade se devesse ao facto de ter tido uma infância infeliz. Os seus pais tinham passado vários anos sem comunicar um com o outro antes de a sua mãe morrer de tuberculose quando Maria tinha apenas onze anos de idade. Não só corria o rumor de que a princesa tinha nascido vários anos depois de os seus pais se separarem, mas também que ela e o irmão Alexandre eram filhos do mestre de cavalaria do grão-duque de Hesse-Darmstadt que apenas os tinha reconhecido como seus filhos para evitar um escândalo. No entanto, estas histórias não assustaram o czarevich que as via apenas como uma estratégia para o convencer a desistir das suas intenções.
No entanto o caminho até ao noivado não foi fácil. Os pais de Alexandre não estavam a favor da união devido aos rumores sobre as origens duvidosas da princesa, mas também à sua saúde frágil que, segundo se dizia, poderia prejudicar a sua capacidade de conceber herdeiros para o trono. A última princesa de Darmstadt que se tinha casado com um futuro czar russo tinha sido a princesa Guilhermina, primeira esposa do czar Paulo I, que tinha morrido após um parto de cinco dias. Uma autópsia realizada ao seu corpo revelou que a princesa sofria de uma má-formação óssea rara que a teria impedido de dar à luz uma criança viva. Além do mais, temia-se que Maria sofresse de tuberculose como a mãe, algo que se confirmou alguns anos depois. Além de tudo isto, a mãe de Alexandre, Carlota, filha da rainha Luísa da Prússia, achava que a família de Hesse era muito inferior aos Hohenzollern e aos Romanov.
Alexandre não desistiu. Apesar de ser obrigado a continuar a sua visita educacional pela Europa, regressou a Darmstadt em outubro, quando Maria tinha quinze anos e os planos para um noivado tinham começado a ser traçados. No entanto, como a princesa era ainda demasiado nova, Alexandre teve de esperar. No final de 1839, o czarevich viajou mais uma vez para Darmstadt e em Abril do ano seguinte o noivado foi anunciado oficialmente. Maria era inteligente e profundamente séria. Não foi capaz de se converter à religião ortodoxa antes de sentir que o desejava realmente, algo que aconteceu algumas semanas depois do seu décimo-sexto aniversário. Maria acabaria por se tornar ainda mais ortodoxa do que a maioria dos russos.

## Casamento e vida na Rússia

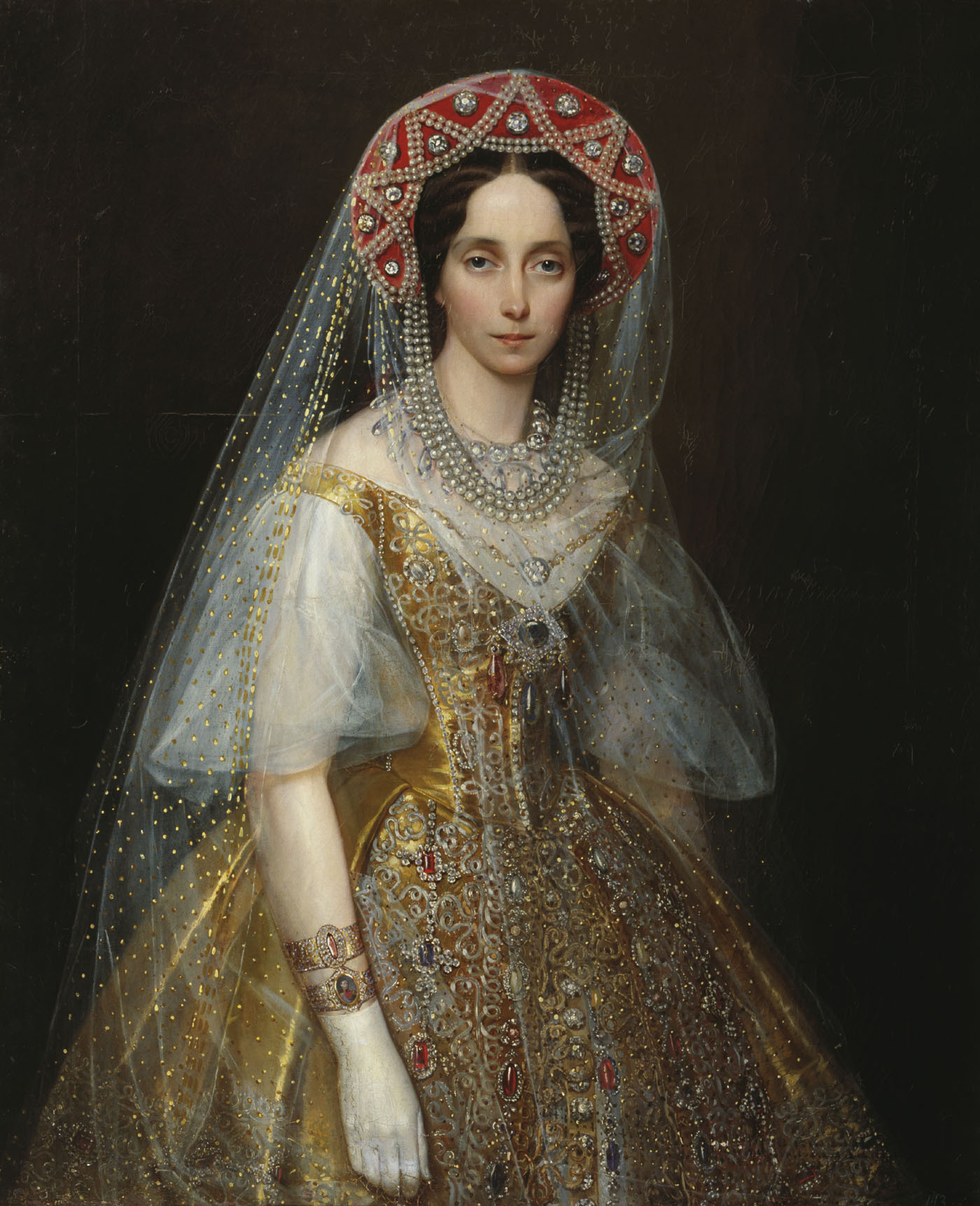
Maria em tradicional traje russo
Martin van Meytens, 1762, Ivan Makarov

Como Maria era muito tímida, foi considerada à época uma mulher esquisita, áustera, sem gosto para vestir-se, lábia ou charme.. O úmido clima de São Petersburgo provocou nela tosse e períodicas febres. Apesar disso, Maria Alexandrovna foi mãe de sete filhos. Tais gravidezes e sua saúde afastaram-na das festividades da corte russa, trazendo tentações ao seu marido.
Embora Alexandre a tratasse bem, Maria sabia que ele era infiel e tinha muitas amantes. Sua favorita, a princesa Catarina Dolgorukov, e os três filhos que teve com essa chegaram a se mudar para o palácio imperial. Alexandre e ela casaram-se morganaticamente em 6 de julho de 1880, ou seja, menos de um mês depois da morte de Maria.
Maria tinha uma grande admiração pela imperatriz Isabel Alexeievna, esposa do czar Alexandre I da Rússia. Embora nunca a tivesse conhecido pessoalmente, uma vez que a imperatriz morreu quando Maria tinha apenas dois anos de idade, sempre ouviu muitas histórias e os mais rasgados elogios sobre ela da parte da mãe, a princesa Guilhermina de Baden que era irmã de Isabel. Assim, quando chegou à Rússia, uma das primeiras coisas que fez foi reunir material sobre ela, desde cartas a diários, um passatempo que manteve até pouco antes da sua morte. As mais de mil cartas que Maria coleccionou passaram directamente para o seu filho Sérgio que, seguindo o exemplo da mãe, continuou a reunir informação sobre a sua tia-avó, chegando a traduzir centenas de cartas dela de alemão para russo. Com o tempo este material tornou-se tão preponderante que Sérgio o entregou ao seu primo, o grão-duque Nicolau Mikhailovich, que era um afamado historiador. Assim, em inícios do século XX, foi publicada a primeira biografia desta imperatriz na Rússia.[carece de fontes?]

## Imperatriz da Rússia

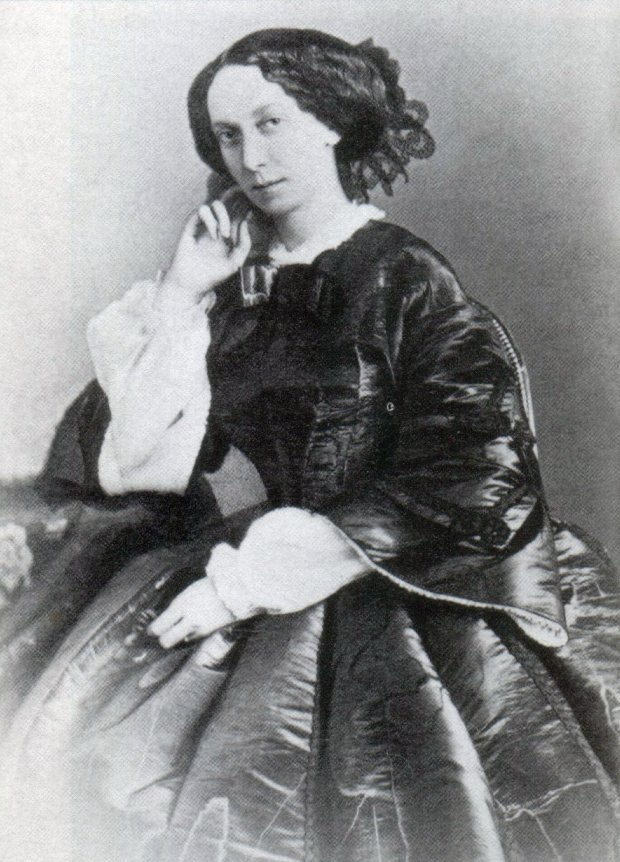
Fotografia de Maria na década de 1860

Em 1855, Alexandre tornou-se o imperador, o que obrigou Maria a realizar suas funções de Estado doente ou não. De 1858, para frente, ela notou que seu marido tinha sentimentos por outra. A morte de seu filho mais velho e favorito, Nicolau Alexandrovich da Rússia, em 1865, foi uma grande desgraça para Maria. Maria tinha permissão para visitar seu irmão Alexandre e sua esposa morganática, Julia von Hauke, que viviam em Heiligenberg. Lá, ela conheceu a princesa Alice do Reino Unido, filha da rainha Vitória e do príncipe Alberto de Saxe-Coburgo-Gota. Alice era casada com o príncipe Luís, seu sobrinho.
Maria não gostou da ideia, sugerida por Alice, de casar sua filha com Alfredo, duque de Edimburgo, irmão de Alice, mas essa união acabou acontecendo no final. Quando Alice morreu em 1878, Maria freqüentemente passou a convidar os órfãos da princesa inglesa para visitas em Heiligenberg.
Foi durante essas visitas que o filho de Maria, o grão-duque Sérgio Alexandrovich, conheceu sua futura esposa, Isabel Feodorovna (filha de Alice). A irmã menor de Isabel, Alexandra, acabou por sua vez desposando o neto mais velho de Maria, Nicolau II.

## Morte
A imperatriz Maria Alexandrovna morreu em 3 de junho de 1880, aos 55 aos. Ela foi enterrada com honras de Estado; seus filhos estavam presentes e a homenagearam por sua graça e sabedoria. A figura de Maria continuou a ser cultivada pela da família imperial russa, no século XX, A filha do czar Nicolau II e bisneta de Maria, Olga Nikolaevna, alegou receber visitas da falecida bisavó.
Dentre os netos de Maria estavam o último czar russo Nicolau II e rainha Maria da Romênia.

## Descendência

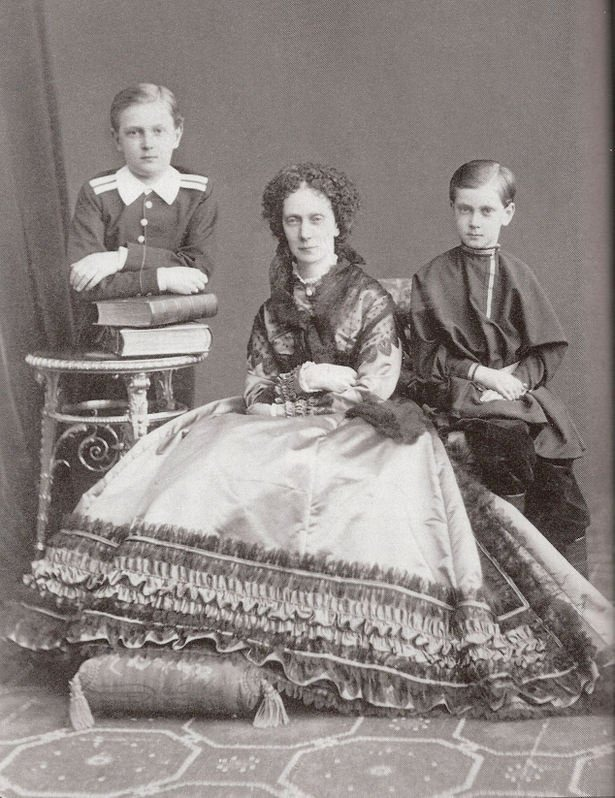
A czarina e seus filhos, Paulo e Ségio.

Seus filhos foram:
| Nome                   | Nascimento             | Morte                   | Observações |
| ---------------------- | ---------------------- | ----------------------- | --- |
| Alexandra Alexandrovna | 30 de agosto de 1842   | 10 de julho de 1849     | morreu de meningite aos 6 anos de idade; sem descendência. |
| Nicolau Alexandrovich  | 20 de setembro de 1843 | 24 de abril de 1865     | morreu de Tuberculose quando estava noivo da Maria Feodorovna; sem descendência. |
| Alexandre III          | 10 de março de 1845    | 1 de novembro de 1894   | Imperador da Rússia de 1881 a 1894; casado com a princesa Maria da Dinamarca, mais tarde Maria Feodorovna; com descendência.                                                               |
| Vladimir Alexandrovich | 22 de abril de 1847    | 17 de fevereiro de 1909 | casado com a grã-duquesa Maria Pavlovna da Rússia; com descendência; os seus descendentes são os actuais pretendentes ao trono russo.                                                      |
| Alexis Alexandrovich   | 14 de janeiro de 1850  | 14 de novembro de 1908  | casamento morganático com Alexandra Vasilievna Zhukovskaya; com descendência. |
| Maria Alexandrovna     | 17 de outubro de 1853  | 20 de outubro de 1920   | casada com Alfredo, Duque de Saxe-Coburgo-Gota; com descendência. |
| Sérgio Alexandrovich   | 29 de abril de 1857    | 4 de fevereiro de 1829  | casado com a grã-duquesa Isabel Feodorovna; sem descendência. |
| Paulo Alexandrovich    | 3 de outubro de 1860   | 24 de janeiro de 1919   | casado com a princesa Alexandra Georgievna da Grécia e Dinamarca; com descendência. Após a morte de Alexandra teve um casamento morganático com Olga Valerianovna Paley; com descendência. |

## Títulos, estilos e honras

Monograma imperial da imperatriz Maria Alexandrovna.

- Monograma imperial da imperatriz Maria Alexandrovna.8 de agosto de 1824 - 3 de junho de 1880: Sua Alteza Grão-Ducal, a Princesa Maria de Hesse e do Reno
- 16 de abril de 1841 - 2 de março de 1855: Sua Alteza Imperial, a Grã-Duquesa Maria Alexandrovna da Rússia, Czarevna da Rússia
- 2 de março de 1855 - 3 de junho de 1880: Sua Majestade Imperial, a Imperatriz de Todas as Rússias

### Honras
- Espanha: 515.° Dama Nobre da Ordem da Rainha Maria Luísa - .